# Stazione di Villaperuccio
La stazione di Villaperuccio era una fermata ferroviaria al servizio dell'abitato di Villaperuccio, posta lungo la linea Siliqua-San Giovanni Suergiu-Calasetta.

## Storia
La fermata venne istituita dalla Ferrovie Meridionali Sarde nel 1954 in corrispondenza della casa cantoniera diciannove della propria rete, posta alla periferia della allora frazione santadese di Villaperuccio, a ridosso di un'intersezione con la SS 293. L'impianto venne utilizzato per circa due decenni, cessando l'attività il 1º settembre 1974 insieme alla rete ferroviaria delle FMS. In seguito la fermata fu disarmata e abbandonata.

## Strutture e impianti
Dal 1974 la fermata non è più attiva e l'infrastruttura ferroviaria in essa presente è stata smantellata negli anni successivi.
Durante l'attività la fermata era dotata del binario di corsa, a scartamento da 950 mm, affiancato da un fabbricato nato in origine come casa cantoniera e per questo riprendente i canoni di questi edifici delle FMS (sviluppo su due piani più tetto a falde e pianta rettangolare con estensione sul lato opposto a quello che dà sulla ferrovia).

## Movimento
Sino al 1974 la fermata era servita dai treni viaggiatori delle Ferrovie Meridionali Sarde.